# Denise Caffari

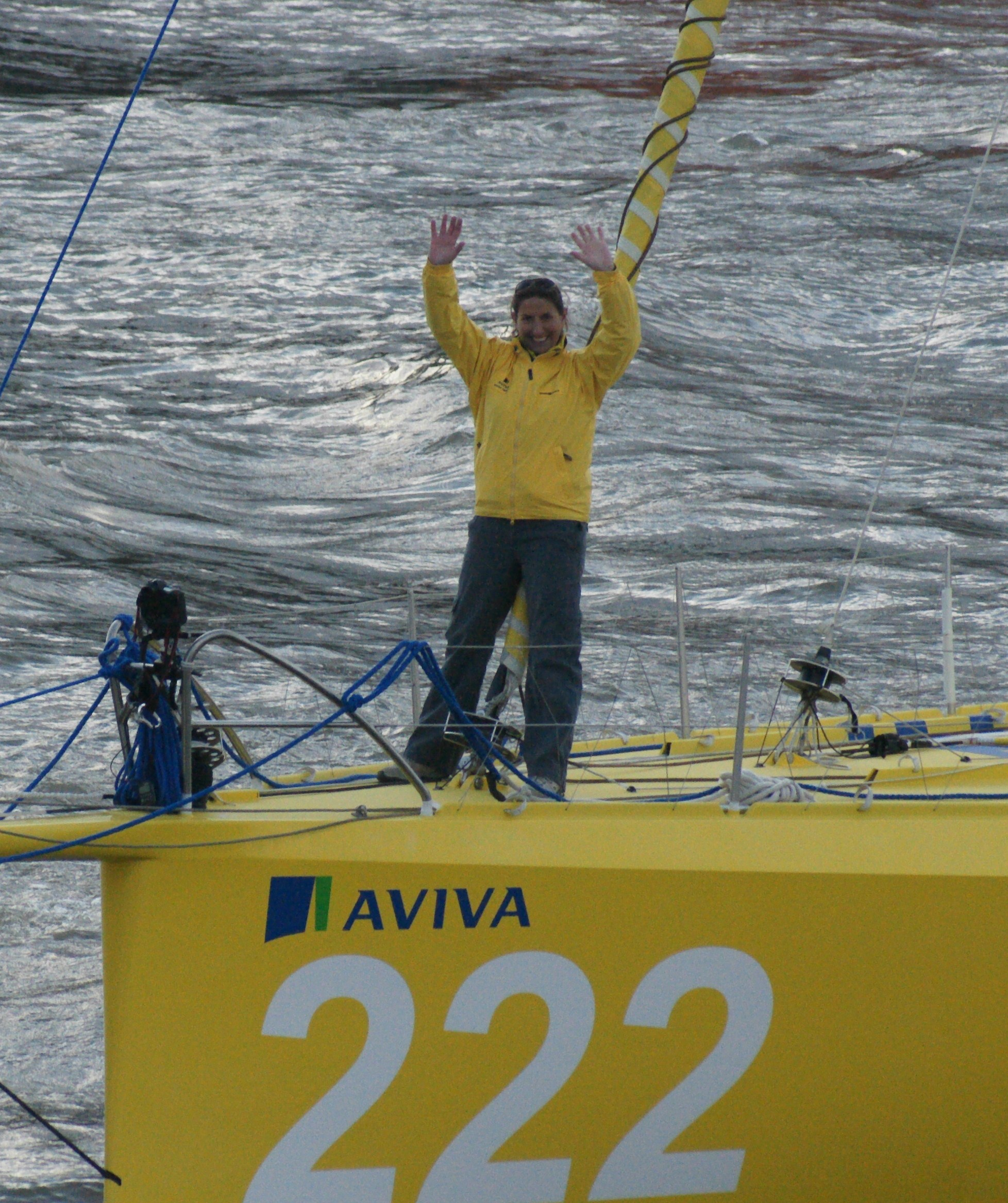
Jubel bei der Ankunft nach der Vendée Globe 2008/09

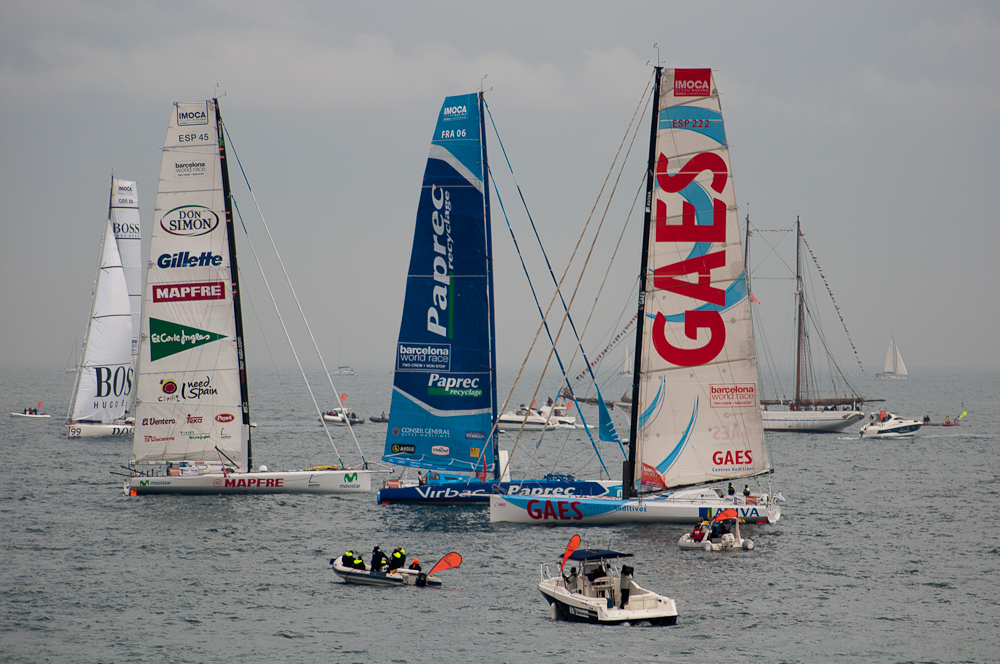
Dee Caffari und Anna Corbella auf GAES Centros Auditivos (rechts) vor dem Start des Barcelona World Race 2010/11

Denise „Dee“ Caffari MBE (* 1973 in Hertfordshire) ist eine britische Seglerin. Sie wurde 2006 die erste Frau, die als Einhandseglerin die Welt non-stop Richtung Westen (gegen die vorwiegende Hauptwindrichtung) umsegelte.

## Leben
Caffari wuchs im ländlichen Hertfordshire auf und besuchte die St. Clement Danes School. Vor dem Beginn ihrer Seglerkarriere unterrichtete sie fünf Jahre an der Leeds Metropolitan University in Leeds (Yorkshire).
Nachdem Caffari sich sechs Monate auf Barbados dem Windsurfen gewidmet hatte, entschloss sie sich für ihre Seglerkarriere. Sie arbeitete für Formula 1 Sailing, zuerst als Skipperin, später als Managerin der Flotte Farr 65s in Großbritannien und der Karibik.
Vom 3. Oktober 2004 an nahm Caffari an der zehnmonatigen Regatta Global Challenge teil. Die Segler, die an dem alle vier Jahre abgehaltenen Wettbewerb teilnehmen, müssen um Kap Hoorn und durch den Südlichen Ozean fahren, auf dem die Winde 70 Knoten (ca. 130 Kilometer pro Stunde) erreichen können.
Am 20. November 2005 startete sie ihren Weltrekordversuch, als erste Einhandseglerin die Welt entgegen der vorherrschenden Windrichtung zu umrunden. Sie beendete die Fahrt am 18. Mai 2006 erfolgreich um 17:55 Uhr nach 178 Tagen auf See.
Caffari erreichte bei der Einhand-Weltumsegelungsregatta Vendée Globe 2008/2009 Platz 6 mit einer Zeit von 99 Tagen 1h10'57". Damit ist sie die erste Frau, die die Erde in beiden Richtungen solo umsegelt hat.
Beim Barcelona World Race 2010/2011 erreichte sie gemeinsam mit Anna Corbella den 6. Platz in 102 Tagen 19h17'18".
Beim Volvo Ocean Race 2017–2018 war sie Skipperin  mit dem Boot Turn the Tide on Plastic.